# Corgee
Corgee – osada w Anglii, w Kornwalii. Leży 65 km na północny wschód od miasta Penzance i 346 km na zachód od Londynu.